# Horst Kunze (Bibliothekar)
Horst Kunze (* 22. September 1909 in Dresden; † 18. Juli 2000 in Berlin) war ein deutscher Bibliothekar und von 1950 bis 1976 Generaldirektor der Deutschen Staatsbibliothek in Ost-Berlin.

## Leben
Horst Kunze war der Sohn eines Apothekers. Er studierte zwischen 1929 und 1932 in Wien, Grenoble und Leipzig Neuere Sprachen, Germanistik und Philosophie. In dieser Zeit gehörte Kunze dem Roten Studentenbund an.
Nach dem Ablegen der Prüfung zur Lehramtsbefähigung an Hochschulen im Jahre 1933 wurde er 1935 zum Thema Die Bibelübersetzungen von Jacques Lefèvre d’Étaples und Pierre Robert Olivetan zum Dr. phil. promoviert. Anschließend absolvierte er eine zweijährige Ausbildung zum wissenschaftlichen Bibliothekar an der Deutschen Bücherei. Von 1937 bis zu seiner Einberufung im Jahre 1942 arbeitete Kunze als Bibliothekar an der Landesbibliothek Darmstadt.
1946 kehrte Kunze aus französischer Kriegsgefangenschaft zurück und wirkte in Darmstadt freischaffend. Gleichzeitig schrieb er für den Rundfunk Literaturkritiken. Ein Jahr später ging Kunze in die sowjetische Besatzungszone, wo er ein Angebot als Direktor der Universitätsbibliothek in Halle an der Saale annahm. 1949 trat Kunze der SED bei.
1950 wechselte er nach Ost-Berlin, wo er die Leitung der damaligen Öffentlich-Wissenschaftlichen Bibliothek, der späteren Deutschen Staatsbibliothek, in Nachfolge von Rudolf Hoecker bis 1976 übernahm und bis zu seiner Pensionierung innehatte. Nachfolgerin wurde Friedhilde Krause. 1953 wurde er auf den Lehrstuhl für Bibliothekswissenschaften an der Humboldt-Universität berufen, wo er seitdem bis zum Ruhestand auch das Institut für Bibliothekswissenschaften leitete. 1956 zählte Kunze zu den Mitbegründern der Pirckheimer-Gesellschaft im Kulturbund der DDR und gehörte deren Vorstand an. 1964 wurde er zum Präsidenten des Bibliotheksverbands der DDR gewählt. Kunze ging 1978 in den Ruhestand und legte alle Ämter nieder.
Neben der Förderung der Kinder- und Jugendliteratur der DDR machte sich Kunze vor allem als Herausgeber des Gesamtwerkes von Werner Klemke verdient. Weiterhin schrieb er zahlreiche bibliothekswissenschaftliche Fachliteratur. Horst Kunze ist Herausgeber bibliographisch schöner oder anderweitig bemerkenswerter Bücher (z. B. Dunkel war’s …) und bereicherte auf diese sehr besondere Weise den Buchmarkt der DDR.
Seine letzte Ruhe fand er auf dem Waldfriedhof Grünau im Feld 20.

## Auszeichnungen
- Nationalpreis der DDR, 1961
- Gutenberg-Preis der Stadt Leipzig, 1972
- Vaterländischer Verdienstorden in Gold, 1974[1]

## Schriften
- Bibliotheksverwaltungslehre. Harrassowitz, Leipzig, 2. Aufl. 1958.
- Wissenschaftliches Arbeiten. Eine Einführung. Akademie-Verlag, Berlin 1958; 2. Auflage 1959.
- Deutsche Staatsbibliothek 1661–1961. Zwei Bände. Verlag für Buch- und Bibliothekswesen, Leipzig 1961.
- Schatzbehalter. Vom Besten aus der älteren deutschen Kinderliteratur. Dausien, Hanau 1965.
- Über das Registermachen. VEB Bibliographisches Institut, Leipzig, 3., erweiterte Aufl. 1968; 4. Aufl. 1992, ISBN 3-598-11090-1.
- als Herausgeber: Lexikon des Bibliothekswesens. Verlag für Buch- und Bibliothekswesen, Leipzig, 2. Aufl. 1974–1975.
- Geschichte der Buchillustration in Deutschland. Das 15. Jahrhundert. Insel-Verlag, Leipzig 1975 (2 Bände: Bildband, Textband).
- Grundzüge der Bibliothekslehre. Verlag für Buch- und Bibliothekswesen, Leipzig, 4. Aufl. 1977.
- Im Mittelpunkt das Buch. Bibliographisches Institut, Leipzig 1980.
- mit Heinz Wegehaupt: Spiegel proletarischer Kinder- und Jugendliteratur 1870–1936. Kinderbuchverlag, Berlin 1985.
- Vom Bild im Buch. Saur, München 1988, ISBN 3-598-07245-7.
- Geschichte der Buchillustration in Deutschland. Das 16. und 17. Jahrhundert. Insel-Verlag, Frankfurt am Main und Leipzig 1993 (2 Bände: Bildband, Textband).
- Buchgefährten. Aufsätze aus 6 Jahrzehnten über Buchgestalter, Verleger, Buchhändler und Bibliothekare. Pirckheimer-Gesellschaft, Berlin 1999, ISBN 3-88053-077-7.
- Werner Klemke: Lebensbild und Bibliographie seines buchkünstlerischen Werkes. Burgart-Presse, Rudolstadt 1999, ISBN 3-910206-30-1.
- als Mitautor: Bibliothekswissenschaft in Berlin. Harrassowitz, Wiesbaden 2000, ISBN 3-447-04210-9.